# FK Teteks Tetovo
El Fudbalski Klub Teteks Tetovo o FK Teteks (en macedoni: ФК Тетекс) és un club de futbol macedoni de la ciutat de Tètovo.

## Història
El 1946 existia un club a Tetovo anomenat Šar Tetovo, que guanyà la copa macedònia els anys 1948 i 1950, però als pocs anys fou dissolt. Sobre les seves restes, el 1953 es fundà el FK Tekstilec. El club fou diversos cops campió de Macedònia de lliga i copa durant l'època iugoslava. Des de la independència, el club guanyà la copa, el seu primer gran títol, la temporada 2009-10. El 2013 guanyà la seva segona copa.

## Palmarès
- Lliga de la RS de Macedònia: 
  - 1965, 1969, 1974, 1985

- Copa de la República de Macedònia: 
  - 1948,1950,1978, 1982

- Copa macedònia de futbol: 
  - 2009-10, 2012-13